# Leichtathletik-Europameisterschaften 2010/Kugelstoßen der Frauen

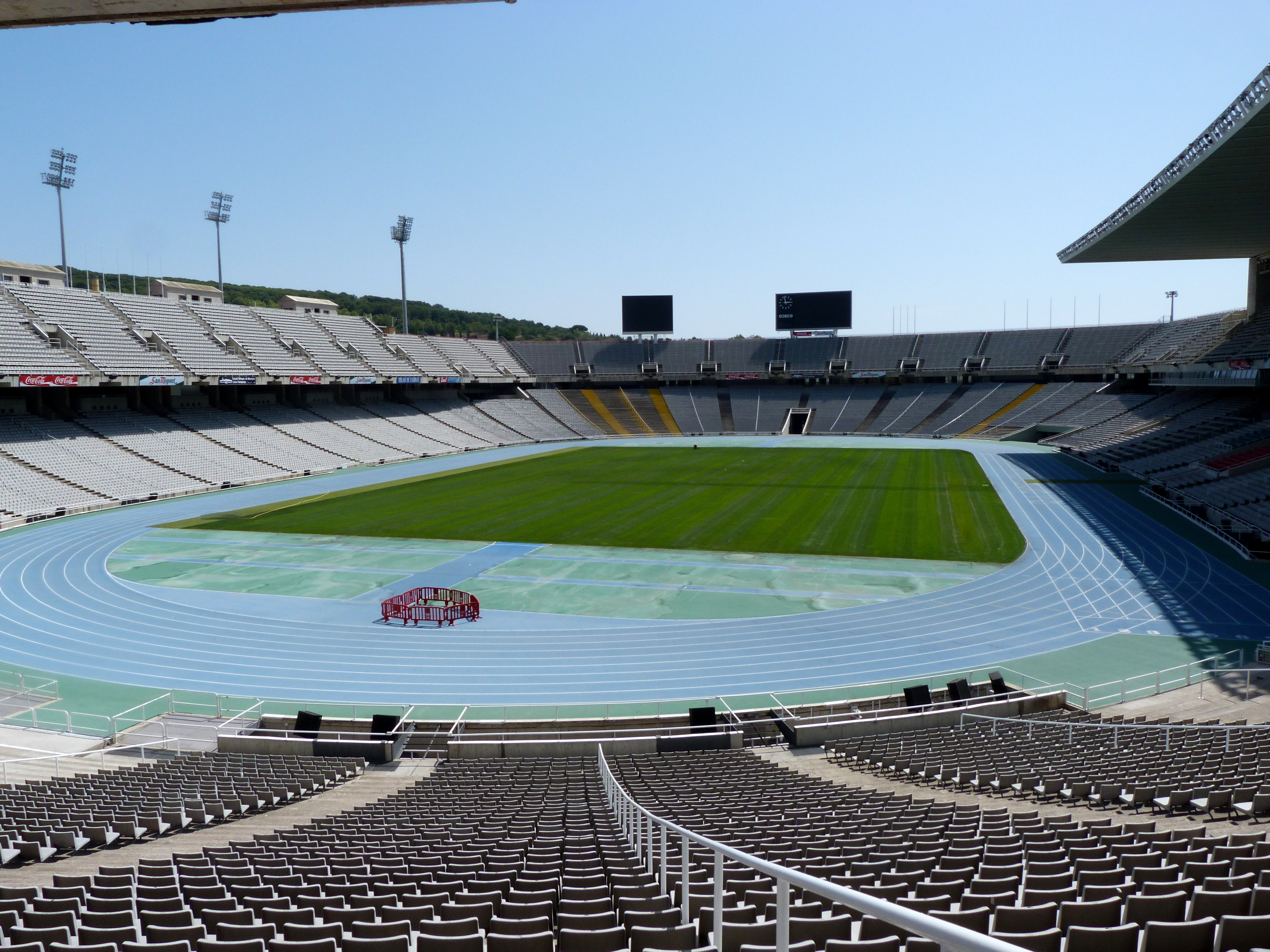
Das Olympiastadion Estadi Olímpic Lluís Companys
Barcelona im Jahr 2012

Das Kugelstoßen der Frauen bei den Leichtathletik-Europameisterschaften 2010 wurde am 27. Juli 2010 im Olympiastadion Estadi Olímpic Lluís Companys der spanischen Stadt Barcelona ausgetragen.
Mit Gold und Bronze gingen in diesem Wettbewerb zwei Medaillen an die russischen Kugelstoßerinnen. Europameisterin wurde Anna Awdejewa. Rang zwei belegte die Belarussin Janina Prawalinskaja-Karoltschyk. Olga Iwanowa errang die Bronzemedaille.

## Bestehende Rekorde
| Weltrekord           | 22,63 m | Natalja Lissowskaja | Moskau, Sowjetunion (heute Russland) | 7. Juni 1987    |
| Europarekord         | 22,63 m | Natalja Lissowskaja | Moskau, Sowjetunion (heute Russland) | 7. Juni 1987    |
| Meisterschaftsrekord | 21,69 m | Wita Pawlysch       | EM Budapest, Ungarn                  | 20. August 1998 |

Der bestehende EM-Rekord wurde bei diesen Europameisterschaften nicht erreicht. Die größte Weite erzielte die russische Europameisterin Anna Awdejewa im Finale mit 19,39 m, womit sie 2,30 m unter dem Rekord blieb. Zum Welt- und Europarekord fehlten ihr 3,24 m.

## Doping
Auch das Kugelstoßen blieb nicht von der Dopingproblematik ausgenommen, in beiden aufgetretenen Fällen waren belarussische Sportlerinnen betroffen:

- Die zunächst siegreiche Nadseja Astaptschuk wurde schon zum dritten Mal des Dopingbetrugs überführt. Sie wurde für vier Jahre von allen Wettkämpfen ausgeschlossen und entging nur knapp einer lebenslänglichen Sperre.[2]
- Auch die zunächst zweitplatzierte Natallja Michnewitsch war bereits früher als Dopingsünderin enttarnt worden – so auch bei diesen Europameisterschaften.[3][4]

Leidtragende waren in erster Linie die drei Athletinnen, die ihre verdienten Medaillen erst viel später erhielten:
- Anna Awdejewa, Russland – erhielt Gold statt Bronze
- Janina Prawalinskaja-Karoltschyk, Belarus – rückte von Platz vier auf den Silberrang vor und konnte nicht an der Siegerehrung teilnehmen
- Olga Iwanowa, Russland – Bronze anstelle von Rang fünf und keine Teilnahme an der Siegerehrung

Außerdem hätten zwei Teilnehmerinnen im Finale jeweils drei weitere Versuche zugestanden:
- Helena Engman, Schweden
- Mariam Kewchischwili, Georgien

Athletinnen, denen durch die Dopingbetrügerinnen die Finalteilnahme verwehrt wurde, gab es hier nicht.

## Legende
Kurze Übersicht zur Bedeutung der Symbolik – so üblicherweise auch in sonstigen Veröffentlichungen verwendet:
| DOP | wegen Dopingvergehens disqualifiziert |
| –   | verzichtet                            |
| x   | ungültig                              |

## Qualifikation
27. Juli 2010, 10:30 Uhr
19 Teilnehmerinnen traten in zwei Gruppen zur Qualifikationsrunde an. Die Qualifikationsweite für den direkten Finaleinzug betrug 17,50 m. Vierzehn Athletinnen übertrafen diese Marke (hellblau unterlegt), darunter auch die beiden wegen Dopingmissbrauchs später disqualifizierten Sportlerinnen (siehe oben). Die Mindestzahl zwölf für das Finalfeld war somit erreicht, es musste nicht weiter aufgefüllt werden.

### Gruppe A
| Platz | Name                             | Nation      | Resultat (m) | 1. Versuch (m) | 2. Versuch (m) | 3. Versuch (m) | Anmerkung                 |
| 1     | Chiara Rosa                      | Italien     | 18,26        | 16,35          | 18,26          | –              |                           |
| 2     | Anita Márton                     | Ungarn      | 17,84        | 17,84          | –              | –              |                           |
| 3     | Denise Hinrichs                  | Deutschland | 17,72        | 17,72          | –              | –              |                           |
| 4     | Janina Prawalinskaja-Karoltschyk | Belarus     | 17,68        | 17,68          | –              | –              |                           |
| 5     | Anna Awdejewa                    | Russland    | 17,66        | 17,66          | –              | –              |                           |
| 6     | Austra Skujytė                   | Litauen     | 17,62        | 17,30          | 17,68          | –              |                           |
| 7     | Maria Antónia Borges             | Portugal    | 16,08        | 15,42          | x              | 16,08          |                           |
| 8     | Irache Quintanal                 | Spanien     | 16,01        | x              | 16,01          | x              |                           |
| 9     | Radoslawa Mawrodiewa             | Bulgarien   | 15,58        | x              | 15,58          | x              |                           |
| DOP   | Natallja Michnewitsch            | Belarus     | 18,46        | 18,46          | –              | –              | für das Finale zugelassen |

### Gruppe B
| Platz | Name                 | Nation      | Resultat (m) | 1. Versuch (m) | 2. Versuch (m) | 3. Versuch (m) | Anmerkung                 |
| 1     | Nadine Kleinert      | Deutschland | 18,98        | 18,98          | –              | –              |                           |
| 2     | Petra Lammert        | Deutschland | 18,48        | 18,48          | –              | –              |                           |
| 3     | Olga Iwanowa         | Russland    | 17,93        | 17,93          | –              | –              |                           |
| 4     | Melissa Boekelman    | Niederlande | 17,89        | 17,13          | –              | 17,89          |                           |
| 5     | Mariam Kewchischwili | Georgien    | 17,78        | 16,62          | 17,36          | 17,78          |                           |
| 6     | Helena Engman        | Schweden    | 17,55        | 17,32          | 17,55          | –              |                           |
| 7     | Úrsula Ruiz          | Spanien     | 16,79        | 15,68          | 16,79          | 16,04          |                           |
| 8     | Jana Kárníková       | Tschechien  | 15,56        | x              | 15,54          | 15,56          |                           |
| DOP   | Nadseja Astaptschuk  | Belarus     | 18,44        | 18,44          | –              | –              | für das Finale zugelassen |

## Finale
27. Juli 2010, 19:35 Uhr
| Platz | Name                             | Nation      | Resultat (m) | 1. Versuch (m) | 2. Versuch (m) | 3. Versuch (m) | 4. Versuch (m)                                | 5. Versuch (m)                                | 6. Versuch (m)                                |
| 1     | Anna Awdejewa                    | Russland    | 19,39        | 18,25          | x              | 19,25          | 18,53                                         | 18,57                                         | 19,39                                         |
| 2     | Janina Prawalinskaja-Karoltschyk | Belarus     | 19,29        | x              | 18,69          | 19,29          | x                                             | 19,19                                         | 19,29                                         |
| 3     | Olga Iwanowa                     | Russland    | 19,02        | 18,04          | 18,97          | 18,46          | 18,74                                         | x                                             | 19,02                                         |
| 4     | Petra Lammert                    | Deutschland | 18,94        | 18,84          | x              | 18,73          | 18,68                                         | 18,92                                         | 18,94                                         |
| 5     | Nadine Kleinert                  | Deutschland | 18,94        | 18,94          | 18,61          | 18,59          | 18,71                                         | x                                             | x                                             |
| 6     | Denise Hinrichs                  | Deutschland | 18,48        | 18,13          | x              | 18,42          | 18,48                                         | 18,19                                         | x                                             |
| 7     | Helena Engman                    | Schweden    | 18,11        | 17,60          | 17,07          | 18,11          | eigentlich zu drei weiteren Stößen berechtigt | eigentlich zu drei weiteren Stößen berechtigt | eigentlich zu drei weiteren Stößen berechtigt |
| 8     | Mariam Kewchischwili             | Georgien    | 17,87        | 17,71          | x              | 17,87          | eigentlich zu drei weiteren Stößen berechtigt | eigentlich zu drei weiteren Stößen berechtigt | eigentlich zu drei weiteren Stößen berechtigt |
| 9     | Anita Márton                     | Ungarn      | 17,78        | 17,28          | 17,53          | 17,78          | nicht im Finale der besten acht Athletinnen   | nicht im Finale der besten acht Athletinnen   | nicht im Finale der besten acht Athletinnen   |
| 10    | Austra Skujytė                   | Litauen     | 17,72        | 17,72          | 16,96          | 17,54          | nicht im Finale der besten acht Athletinnen   | nicht im Finale der besten acht Athletinnen   | nicht im Finale der besten acht Athletinnen   |
| 11    | Chiara Rosa                      | Italien     | 17,49        | 17,29          | 17,49          | x              | nicht im Finale der besten acht Athletinnen   | nicht im Finale der besten acht Athletinnen   | nicht im Finale der besten acht Athletinnen   |
| 12    | Melissa Boekelman                | Niederlande | 17,32        | 17,11          | x              | 17,32          | nicht im Finale der besten acht Athletinnen   | nicht im Finale der besten acht Athletinnen   | nicht im Finale der besten acht Athletinnen   |
| DOP   | Nadseja Astaptschuk              | Belarus     | 20,48        | 19,67          | x              | x              | 20,45                                         | x                                             | 20,48                                         |
| DOP   | Natallja Michnewitsch            | Belarus     | 19,53        | 17,71          | 19,52          | 19,27          | x                                             | 19,09                                         | 19,53                                         |

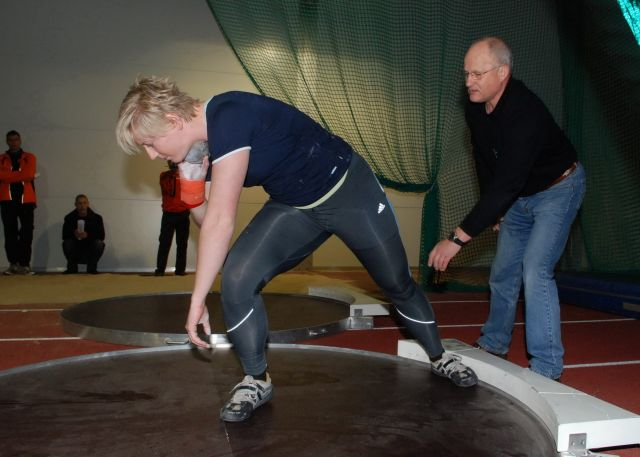
Petra Lammert verpasste als Vierte den Bronzeplatz nur um acht Zentimeter
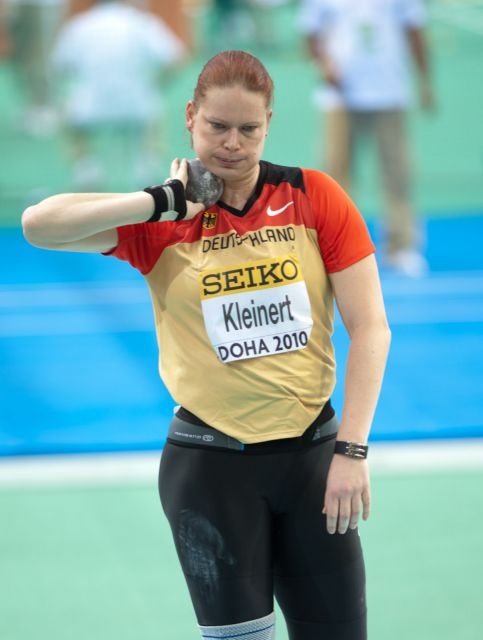
Nadine Kleinert erzielte als Fünfte dieselbe Weite wie die viertplatzierte Petra Lammert und verfehlte damit eine Medaille nur um acht Zentimeter
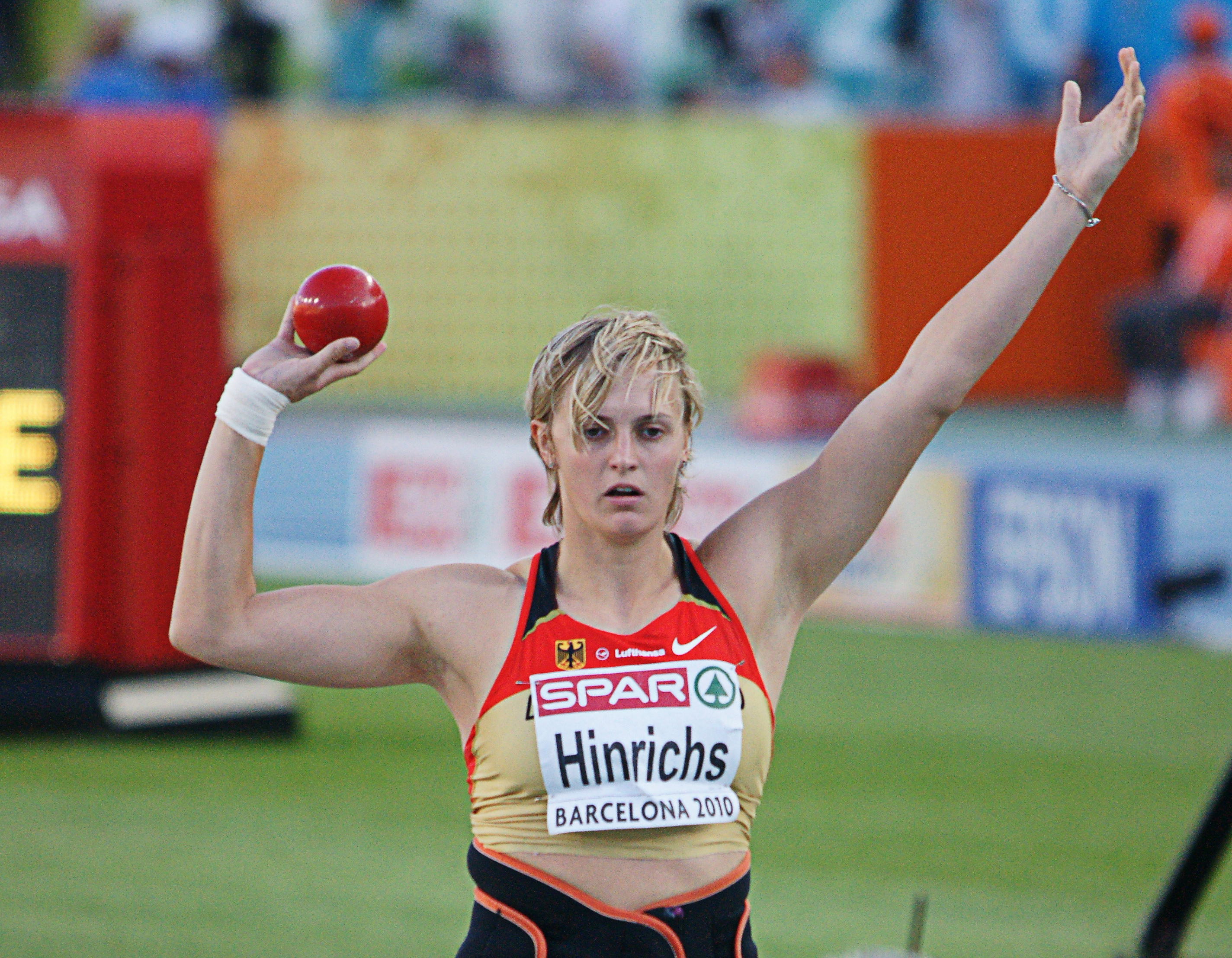
Denise Hinrichs belegte Rang sechs
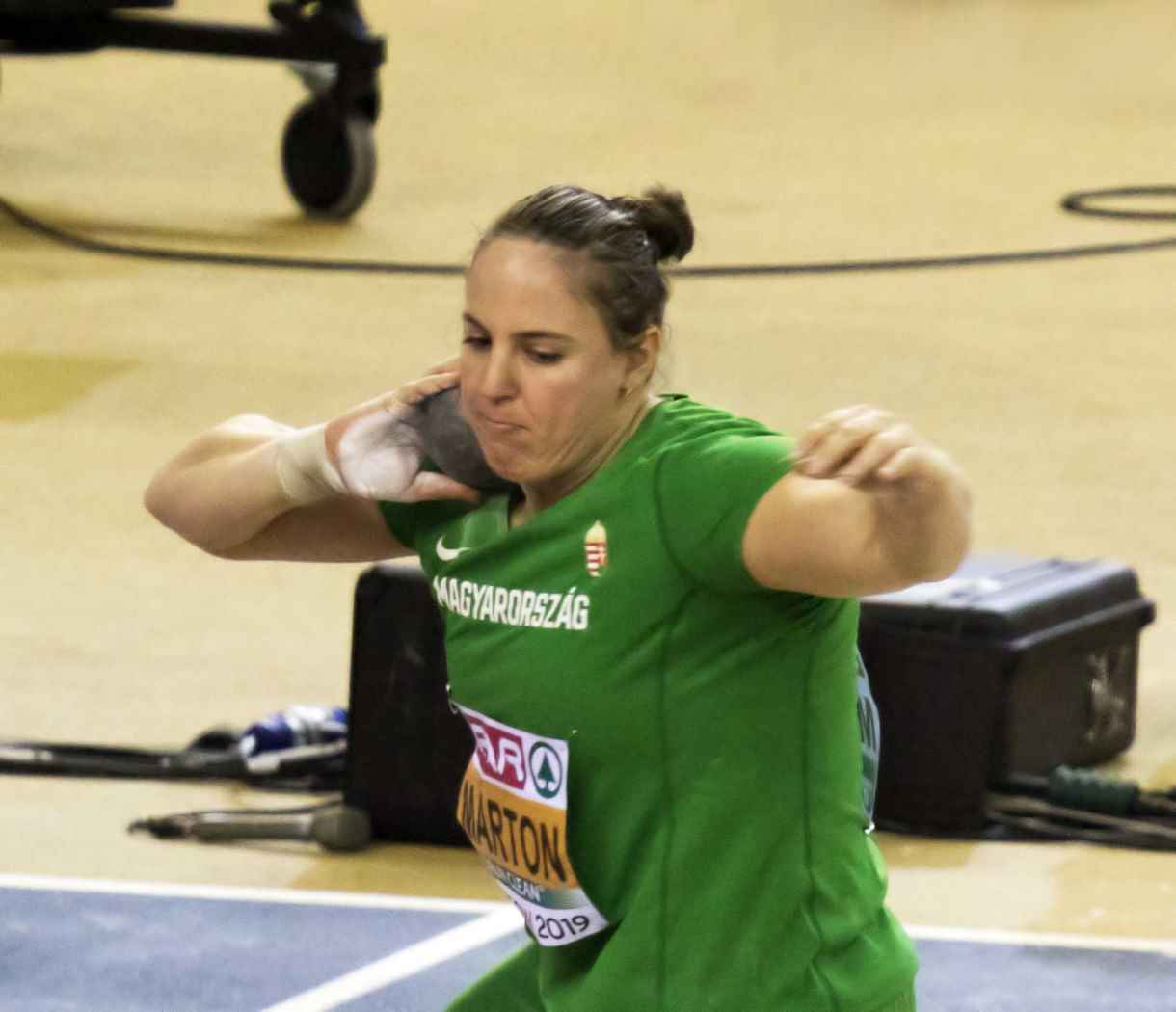
Anita Márton wurde Neunte

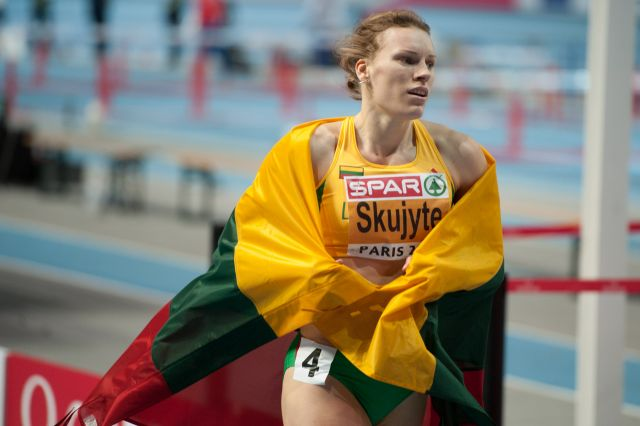
Austra Skujytė war in der Vergangenheit vor allem als Siebenkämpferin erfolgreich – unter anderem Olympiazweite 2004 – und erreichte hier im Kugelstoßen Platz zehn
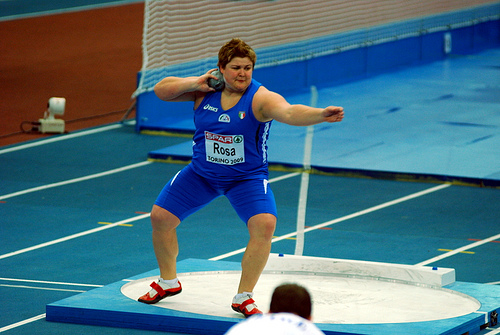
Chiara Rosa blieb im Finale 77 Zentimeter unter ihrer Weite in der Qualifikation und belegte Rang elf
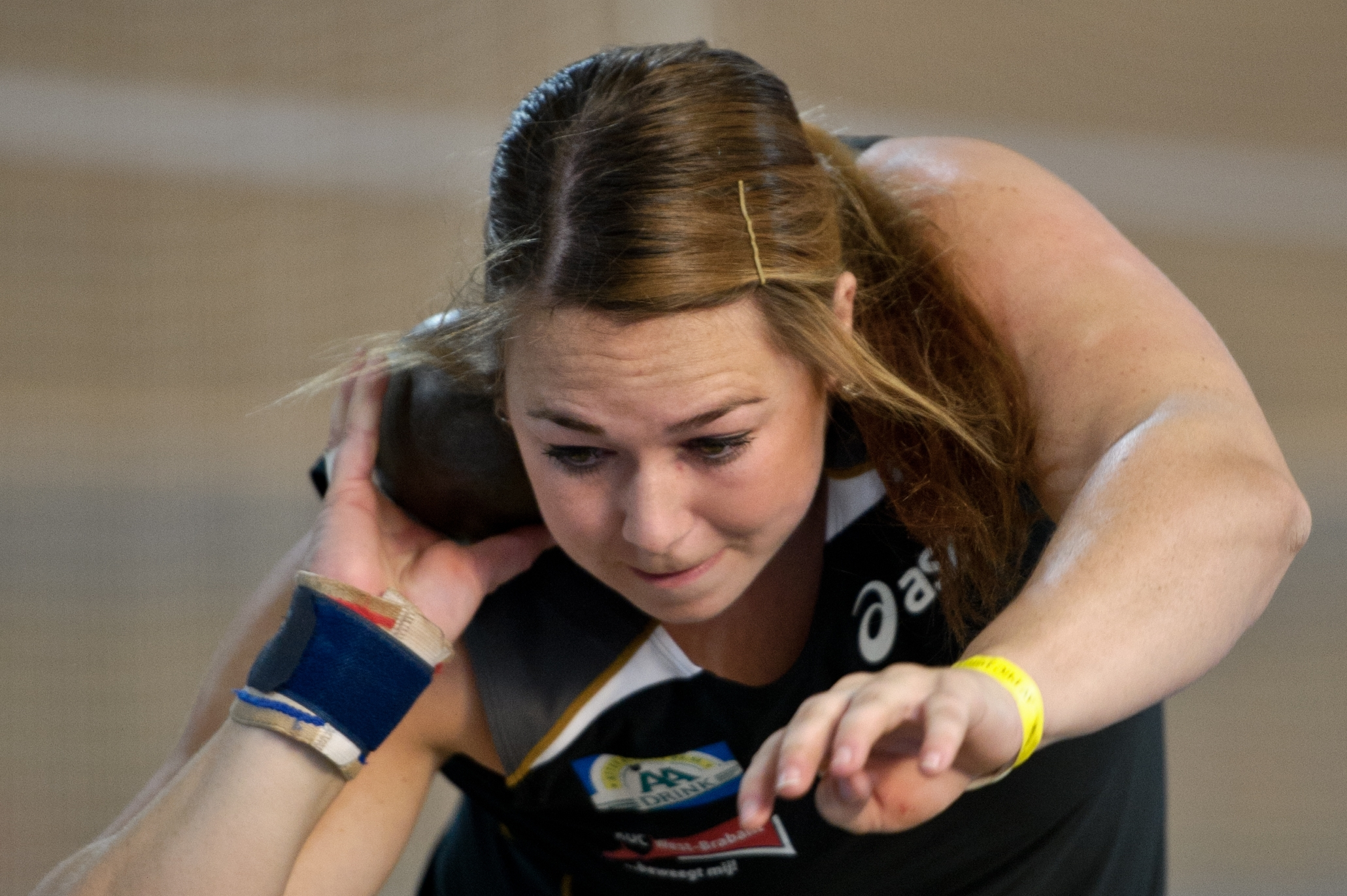
Melissa Boekelman stieß im Finale 57 Zentimeter weniger als in der Qualifikation, sie wurde Zwölfte
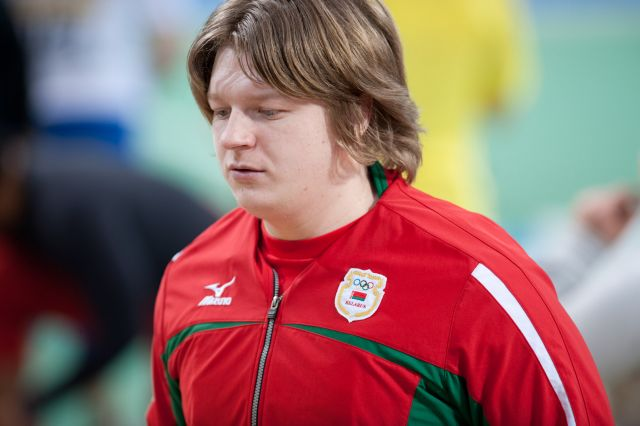
Nadseja Astaptschuk – zum wiederholten Mal als Dopingbetrügerin enttarnt und disqualifiziert

## Videolink
- Womens Shot European Champs 2010 Barcelona, youtube.com (englisch), abgerufen am 21. Februar 2023